# Orobanche gracilis
Il succiamele rossastro (nome scientifico Orobanche gracilis Sm., 1798) è una pianta parassita, appartenente alla famiglia delle Orobanchaceae.

## Etimologia
Il nome generico (Orobanche) deriva da due termini greci òrobos (= legume) e anchéin (= strozzare) e indicano il carattere parassitario di buona parte delle piante del genere di questa specie soprattutto a danno delle Leguminose (nell'antica Grecia questo nome era usato per una pianta parassita della veccia - Vicia sativa). L'epiteto specifico (gracilis) deriva dal latino e significa gracile, snello, aggraziato, e fa riferimento al portamento di queste piante.
Il binomio scientifico della specie è stato definito dal entomologo e botanico inglese, fondatore e primo presidente della Linnean Society di Londra, James Edward Smith (1759-1828) nella pubblicazione Transactions of the Linnean Society of London. London - 4: 172. 1798 del 1798.

## Descrizione

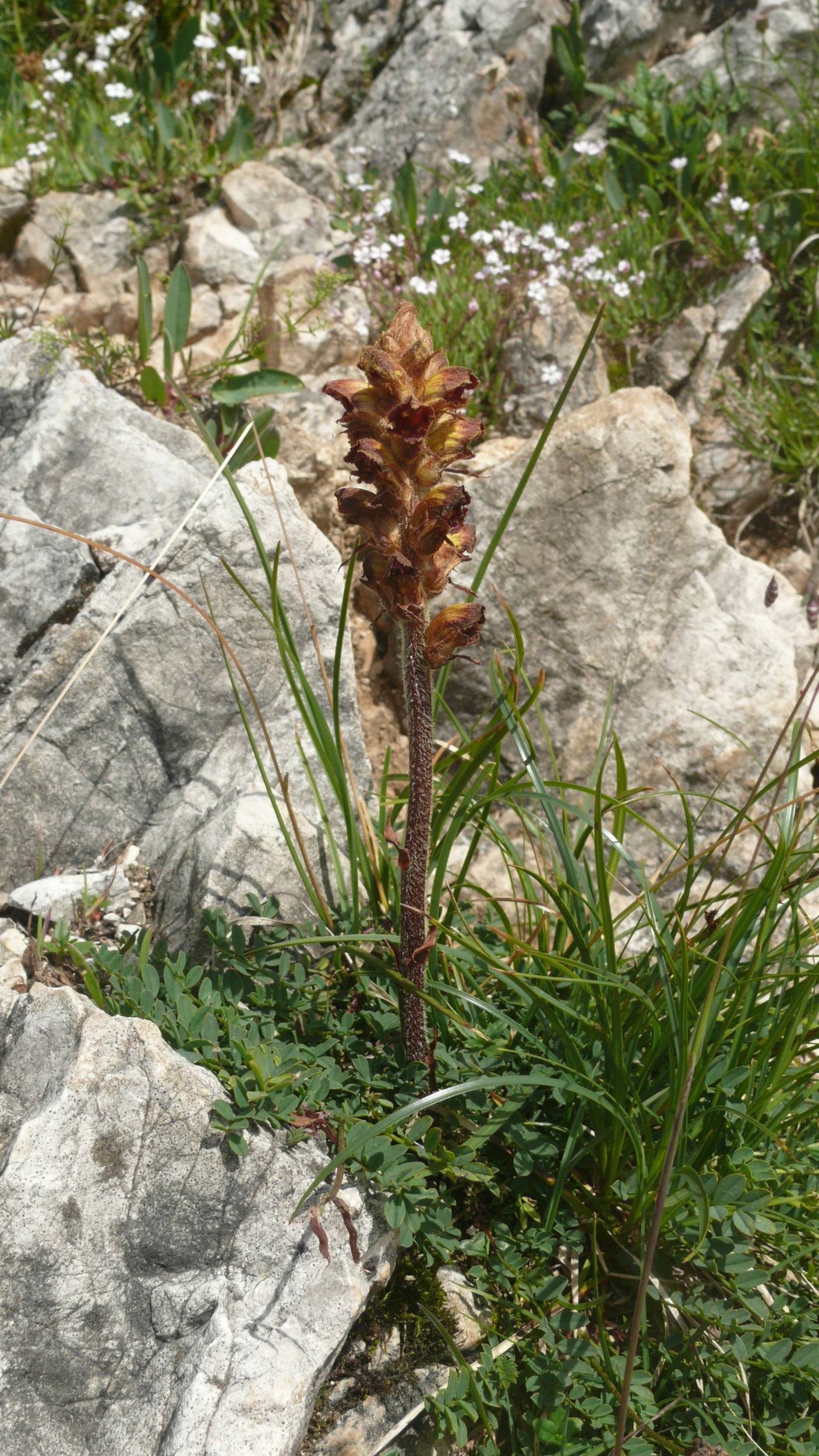
Habitat e Habitus

Queste piante sono alte da 20 a 50 cm. La forma biologica è terofita parassita (T par), sono piante erbacee che differiscono dalle altre forme biologiche poiché, essendo annuali, superano la stagione avversa sotto forma di seme e sono munite di asse fiorale eretto e spesso privo di foglie. In questa specie sono presenti anche piante con forme biologiche perenni tipo geofite parassite (G par), sono piante provviste di gemme sotterranee e radici che mostrano organi specifici per nutrirsi della linfa di altre piante. Non contengono clorofilla per cui nel secco si colorano di bruno.

### Radici
Le radici sono fascicolate e si diramano da un bulbo o rizoma centrale. Nella parte finale sono provviste di austori succhianti che parassitano l'apparato radicale delle piante ospiti.

### Fusto
La parte aerea del fusto è eretta e semplice (non ramosa), cilindrica e a volte ingrossata alla base. Gli scapi terminali sono sempre fioriferi (mai sterili).

### Foglie
Le foglie sono ridotte a delle squame spiralate prive di clorofilla ed hanno delle forme lanceolate. Dimensione delle foglie: larghezza 3 – 5 mm; lunghezza 14 – 16 mm.

### Infiorescenza

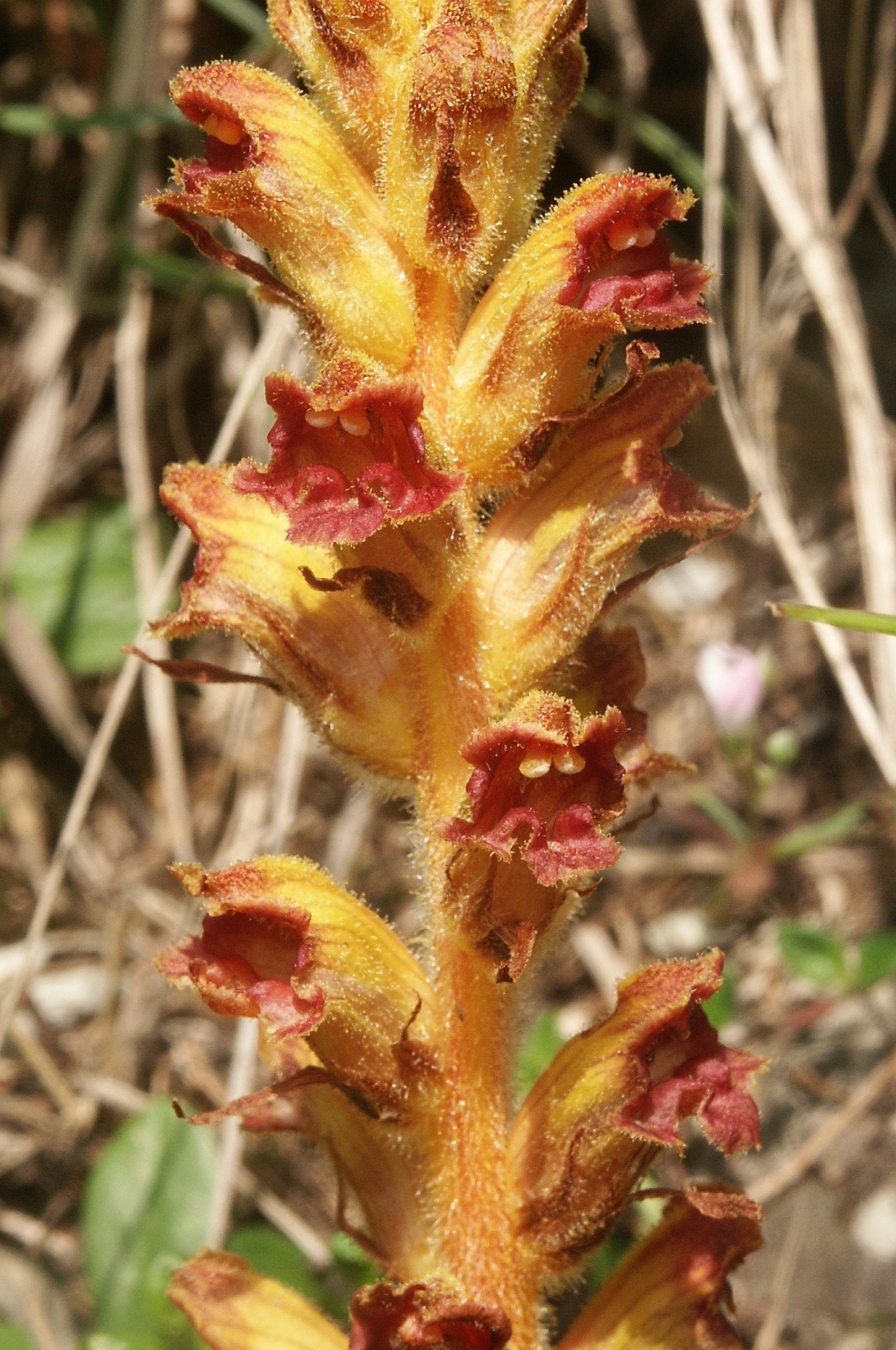
L'infiorescenza

Le infiorescenze, a forma di spiga o racemo, sono più o meno gracili e sono interrotte (con fiori spaziati). All'apice sono presenti alcune brattee sporgenti. Le brattee sono del tipo lanceolato-acuminate. Dimensione delle brattee: larghezza 3 – 4 mm; lunghezza 14 – 18 mm.

### Fiore

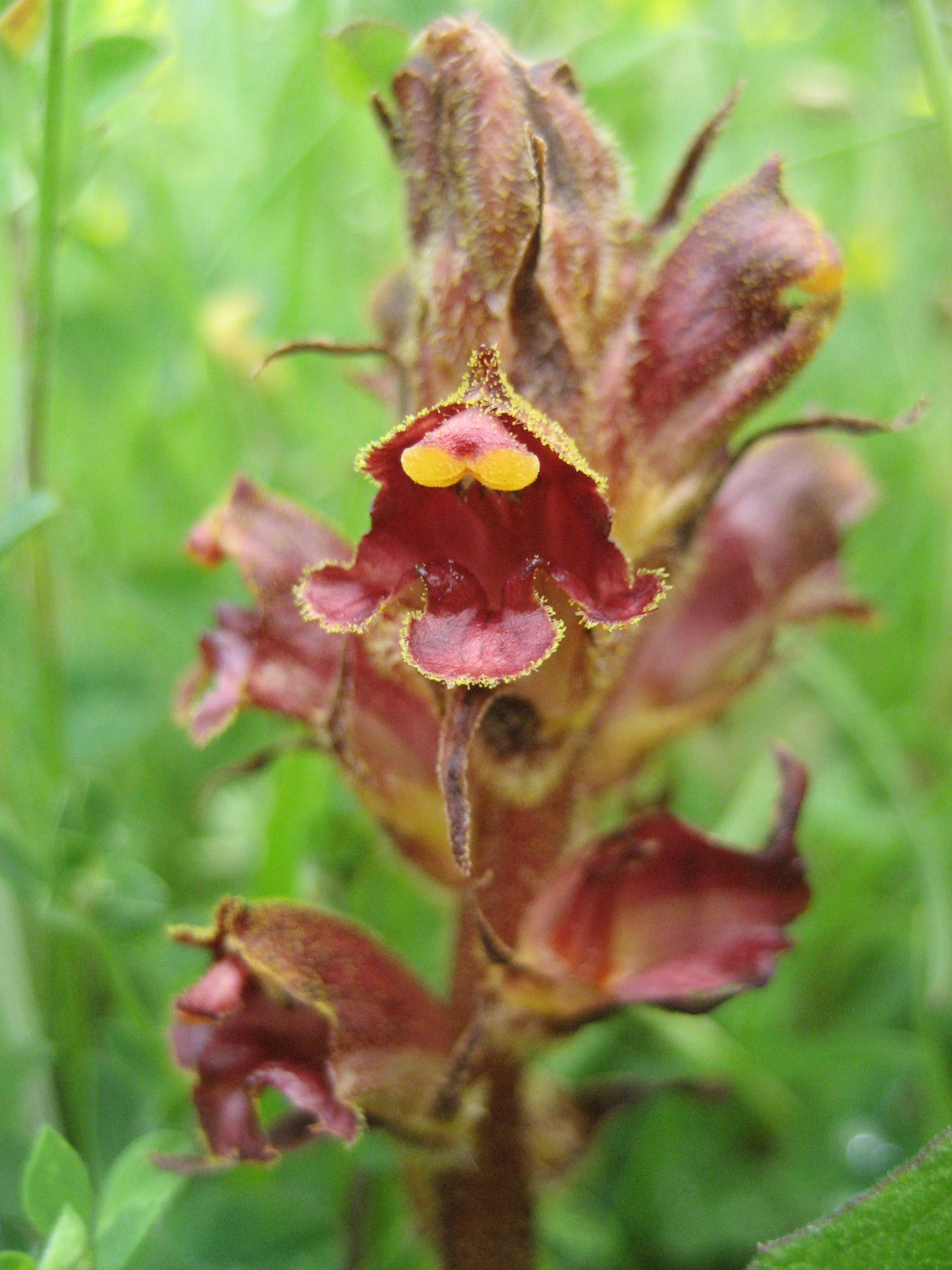
Il fiore

I fiori sono ermafroditi, zigomorfi (del tipo bilabiato), tetrameri, ossia con quattro verticilli (calice – corolla - androceo – gineceo) e pentameri (la corolla è a 5 parti, mentre il calice anch'esso a 5 parti spesso è ridotto). In questa specie i fiori alla base sono avvolti da 3 elementi: in posizione centrale è presente una brattea; su entrambi i lati è presente una lacinia calicina profondamente bifida (non sono presenti le bratteole). Lunghezza totale del fiore: 16 – 24 mm.
- Formula fiorale: per questa pianta viene indicata la seguente formula fiorale:[6]

X, K (4/5), [C (2+3), A 2+2], G (2), (supero), capsula
- Calice: il calice è gamosepalo a 3 parti, ossia quattro sepali saldati 2 a 2 tipo lacinie ben separate o collegate alla base, più una brattea centrale. Dimensione del calice: 9 – 12 mm.
- Corolla: la corolla, di tipo personato, è simpetala e consiste in un tubo cilindrico terminante in un lembo bilabiato; dei due labbri quello superiore è retuso e allungato in avanti, mentre quello inferiore è trilobato con lobi più o meno uguali; i lobi sono cigliati. La superficie della corolla è pubescente-ghiandolosa, all'esterno è colorata di giallastro con bordi venati di rosso, all'interno è colorata di rosso sanguineo lucido. Dimensione della corolla: 16 – 18 mm.
- Androceo: l'androceo possiede quattro stami didinami (due grandi e due piccoli). I filamenti sono pelosi e sono inseriti alla base della corolla. Le antere, glabre, sono disposte trasversalmente e sono provviste di due logge più o meno uguali. Le sacche polliniche hanno l'estremità inferiore a forma di freccia.[7]
- Gineceo: l'ovario è supero formato da due (o tre) carpelli ed è uniloculare; le placente sono due o quattro di tipo parietale, a volte unite al centro e portanti un numero molto elevato di ovuli. Lo stilo è del tipo filiforme; lo stigma è capitato o del tipo a 2 - 4 lobi ed è colorato di giallo e spesso sporge dalla corolla.
- Fioritura: da aprile a luglio (agosto).

### Frutti
Il frutto è una capsula loculicida a forma più o meno ovoidale. I semi, molti e minuti dalle dimensioni quasi microscopiche, contengono un embrione rudimentale indifferenziato e composto da poche cellule; sono colorati di nero.

## Riproduzione
- Impollinazione: l'impollinazione avviene tramite insetti (impollinazione entomogama).
- Riproduzione: la fecondazione avviene fondamentalmente tramite l'impollinazione dei fiori (vedi sopra).
- Dispersione: i semi cadendo a terra sono successivamente dispersi soprattutto da insetti tipo formiche (disseminazione mirmecoria).

## Biologia
Queste piante non contengono clorofilla per cui possiedono organi specifici per nutrirsi della linfa di altre piante. Le loro radici infatti sono provviste di uno o più austori connessi alle radici ospiti per ricavare sostanze nutritive. Inoltre il parassitismo di Orobanche gracilis è tale per cui anche i semi per germogliare hanno bisogno della presenza delle radici della pianta ospite; altrimenti le giovani piantine sono destinate ad una precoce degenerazione.
In genere questa specie è parassita delle specie dei generi delle leguminose (raramente anche su Cistus).

## Distribuzione e habitat

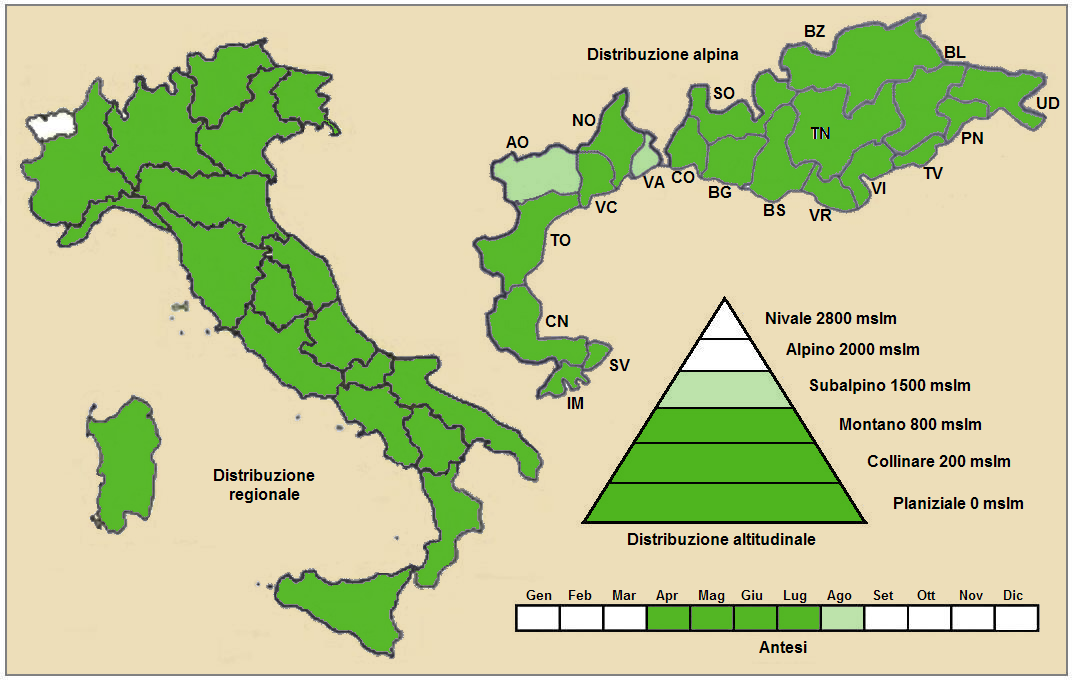
Distribuzione della pianta
(Distribuzione regionale – Distribuzione alpina)

- Geoelemento: il tipo corologico (area di origine) è Europeo - Caucasico o anche Sud Europeo.
- Distribuzione: in Italia è una pianta comune su tutto il territorio. È presente su entrambi i versanti alpini e su tutti gli altri rilievi europei collegati alle Alpi.[12] Nel resto dell'Europa si trova nell'areale mediterraneo e in parte nell'Europa centrale. È anche presente in Anatolia, Transcaucasia e nel Magreb.[13]
- Habitat: l'habitat tipico sono le aree frequentate dalle specie parassitate (vedi il paragrafo "Biologia"); ma anche le praterie rase e i prati e pascoli aridi dal piano collinare a quello subalpino. Il substrato preferito è calcareo ma anche calcareo/siliceo con pH basico, bassi valori nutrizionali del terreno che deve essere secco.
- Distribuzione altitudinale: sui rilievi queste piante si possono trovare fino a 2000 m s.l.m.; frequentano quindi i seguenti piani vegetazionali: collinare, montano e in parte subalpino (oltre a quello planiziale – a livello del mare).

### Fitosociologia
Dal punto di vista fitosociologico Orobanche gracilis appartiene alla seguente comunità vegetale:
Formazione: delle comunità a emicriptofite e camefite delle praterie rase magre secche
Classe: Festuco-Brometea
Ordine: Brometalia erecti

## Tassonomia
La famiglia di appartenenza della specie (Orobanchaceae) comprende soprattutto piante erbacee perenni e annuali semiparassite (ossia contengono ancora clorofilla a parte qualche genere completamente parassita) con uno o più austori connessi alle radici ospiti. È una famiglia abbastanza numerosa con circa 60 - 90 generi e oltre 1700 - 2000 specie (il numero dei generi e delle specie dipende dai vari metodi di classificazione) distribuiti in tutti i continenti.
La classificazione del genere Orobanche è problematica in quanto le varie specie differiscono una dall'altra per piccoli caratteri soprattutto nella forma del calice-corolla e per i vari colori delle parti floreali che presto tendono al bruno appena la pianta "entra" nel secco. Molte specie hanno una grande specificità dell'apparato radicale per cui una possibile distinzione è possibile tramite l'individuazione della pianta parassitata (vedi il paragrafo "Biologia").

### Filogenesi
Secondo una recente ricerca di tipo filogenetico la famiglia Orobanchaceae è composta da 6 cladi principali nidificati uno all'interno dell'altro. Il genere Orobanche si trova nel terzo clade (relativo alla tribù Orobancheae) insieme ai generi Boschniakia C. A. Mey. ex Bong. 1833, Cistanche Hoffmans. & Link 1809, Conopholis
Wallr.1825, Epifagus Nutt. 1818, Eremitilla Yatsk. & J.L. Contr., 2009, Kopsiopsis (Beck) Beck 1930, Mannagettaea Harry Sm.
1933. Orobanche è monofiletico e rappresenta il core del clade ed è gruppo fratello del genere Mannagettaea e quindi di tutto il resto del gruppo.
All'interno del genere Orobanche la specie Orobanche crenata appartiene alla sezione Orobanche L. caratterizzata soprattutto dalla forma del calice a tre parti ossia quattro sepali saldati 2 a 2 tipo lacinie ben separate o collegate alla base, più una brattea. L'altra sezione presente in Italia (Trionychon Wallr.) è caratterizzata dal calice diviso in 5 parti: in posizione centrale è presente una brattea, mentre su entrambi i lati sono presenti una bratteola lineare e una lacinia calicina profondamente bifida. Nella sezione Orobanche O. gracilis è gruppo fratello (è vicina geneticamente) della specie Orobanche densiflora Bertol. (non presente in Italia); queste due specie a loro volta sono gruppo fratello di Orobanche alba Stephan ex Willd. e Orobanche cernua Loefl..
Il numero cromosomico di O. gracilis è: 2n = 38.

### Sinonimi
Questa entità ha avuto nel tempo diverse nomenclature. L'elenco seguente indica alcuni tra i sinonimi più frequenti:
- Catodiacrum cruentum  Dulac
- Orobanche austrohispanica  M.J.Y. Foley
- Orobanche breviflora  F.W. Schultz
- Orobanche cruenta Bertol.
- Orobanche gracilis subsp. deludens  (G. Beck) A. Pujadas
- Orobanche gracilis var. todaroi  (Lojac.) Domina & Mazzola
- Orobanche grandiuscula  Moris
- Orobanche haenseleri var. deludens  G. Beck
- Orobanche spruneri  F.W. Schultz
- Orobanche tetuanensis  Ball
- Orobanche todaroi  Lojac.

## Altre notizie
L'orobanche gracile in altre lingue è chiamata nei seguenti modi:
- (DE)  Zierliche Sommerwurz o Schlanker Würger
- (FR)  Orobanche grêle